# Czewica
Czewica, czerwień (Parahucho perryi) – gatunek dwuśrodowiskowej ryby z rodziny łososiowatych (Salmonidae), blisko spokrewniony z głowacicą (Hucho hucho). Klasyfikowany w monotypowym rodzaju Parahucho lub w rodzaju Hucho. Poławiany gospodarczo na niewielką skalę. 

## Występowanie
Wody przybrzeżne północno-zachodniego Oceanu Spokojnego, Morze Japońskie, rzeki wschodniej Rosji i Hokkaido.

## Opis
Duża ryba o wydłużonym, wrzecionowatym kształcie ciała. Największy złowiony osobnik mierzył 2 m długości i ważył 24 kg.

## Rozród
Na tarło wpływa wiosną do rzek i jezior. Samica składa od 2–10 tys. jajeczek. Dorosłe osobniki po tarle wracają do morza. Larwy po wykluciu żywią się wodnymi owadami. W rzekach pozostają bardzo krótko. Dorosłe żywią się rybami. Żyją do 16 lat.